# Suwallia autumna
Suwallia autumna är en bäcksländeart som först beskrevs av Hoppe 1938.  Suwallia autumna ingår i släktet Suwallia och familjen blekbäcksländor. Inga underarter finns listade i Catalogue of Life.